# Jänisselkä
Jänisselkä är en del av en sjön Orivesi i Finland.   Den ligger i landskapet Norra Karelen, i den sydöstra delen av landet, 300 km nordost om huvudstaden Helsingfors. Jänisselkä ligger 61 meter över havet.